# Nowy Dwór Królewski

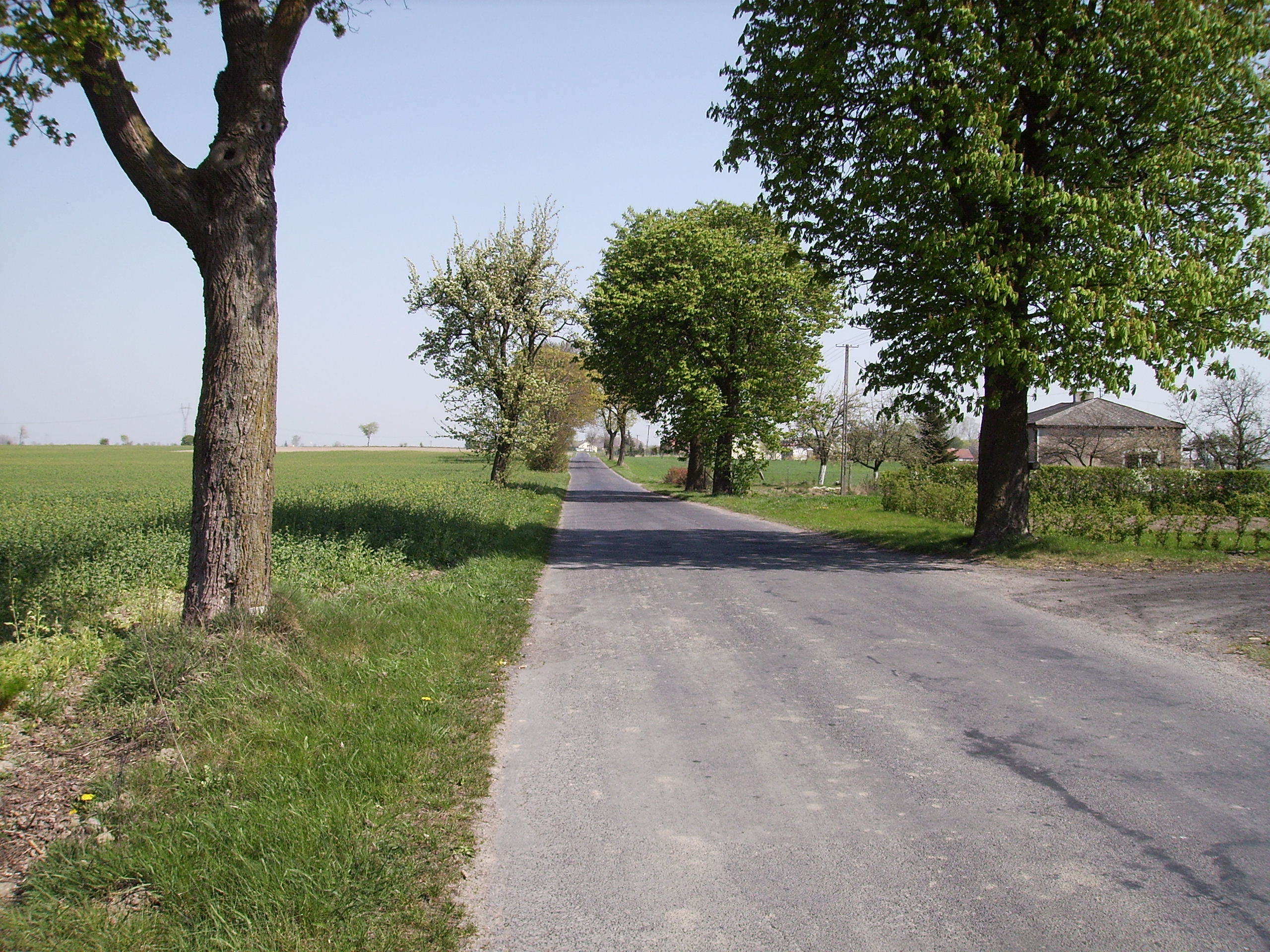
Aleja wzdłuż drogi z Papowa Biskupiego

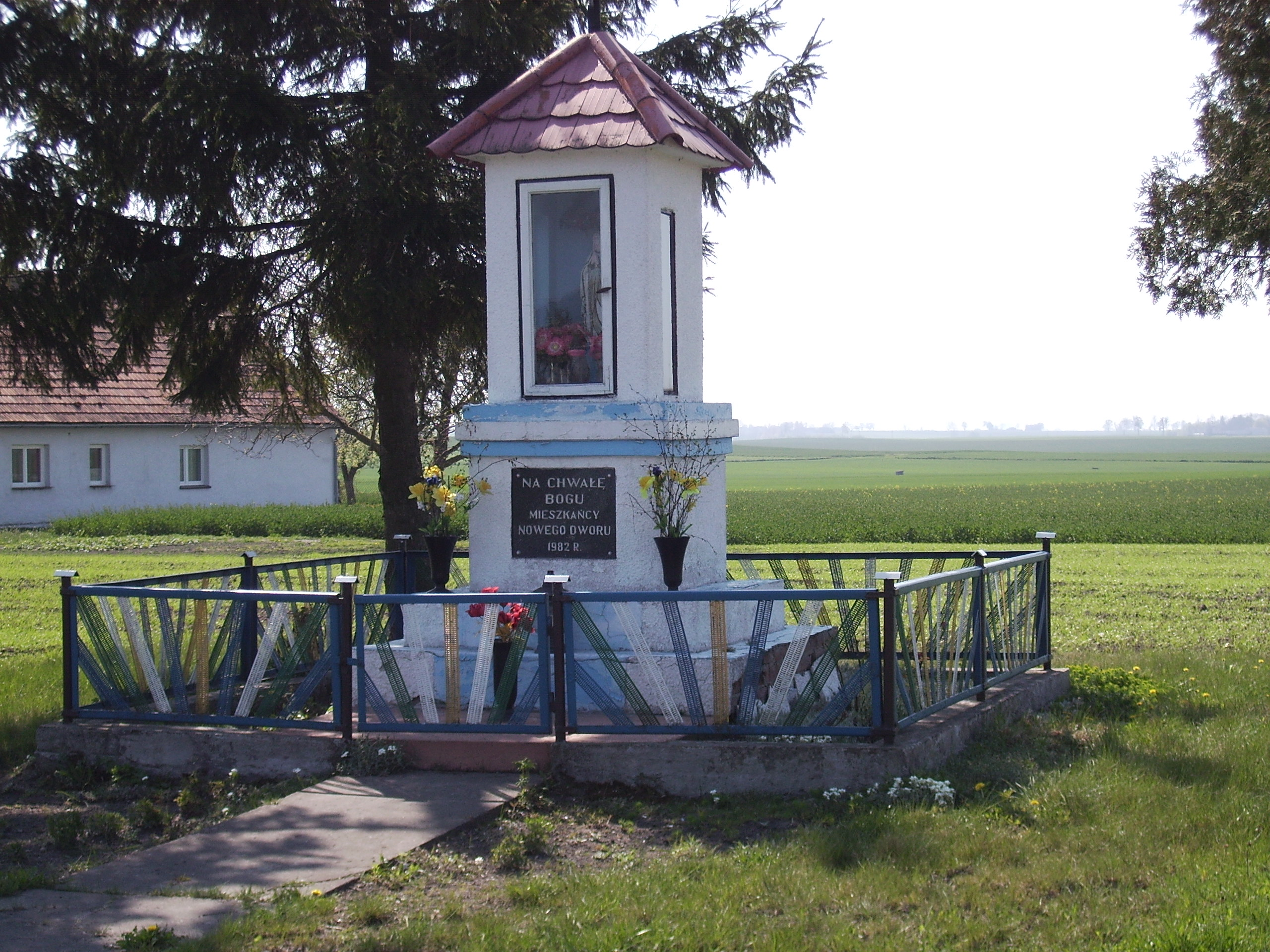
Figurka Maryjna

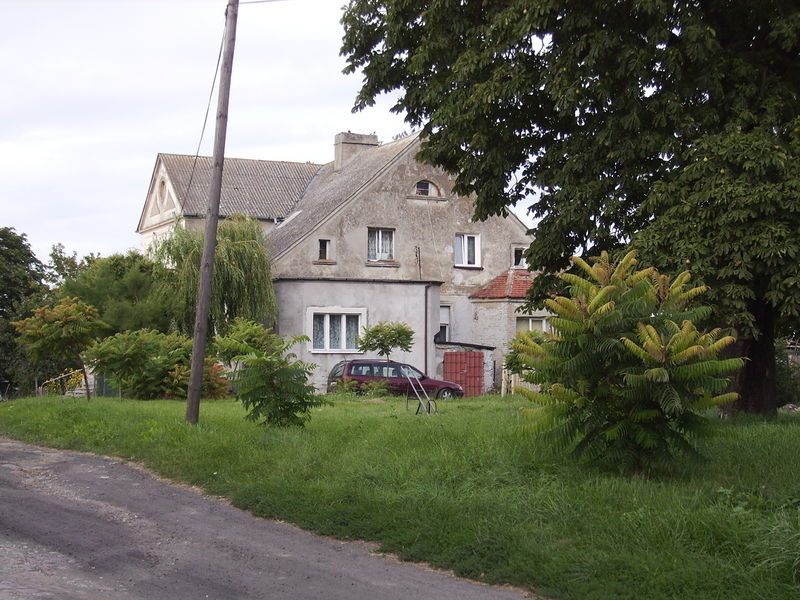
Pałac w Nowym Dworze Królewskim

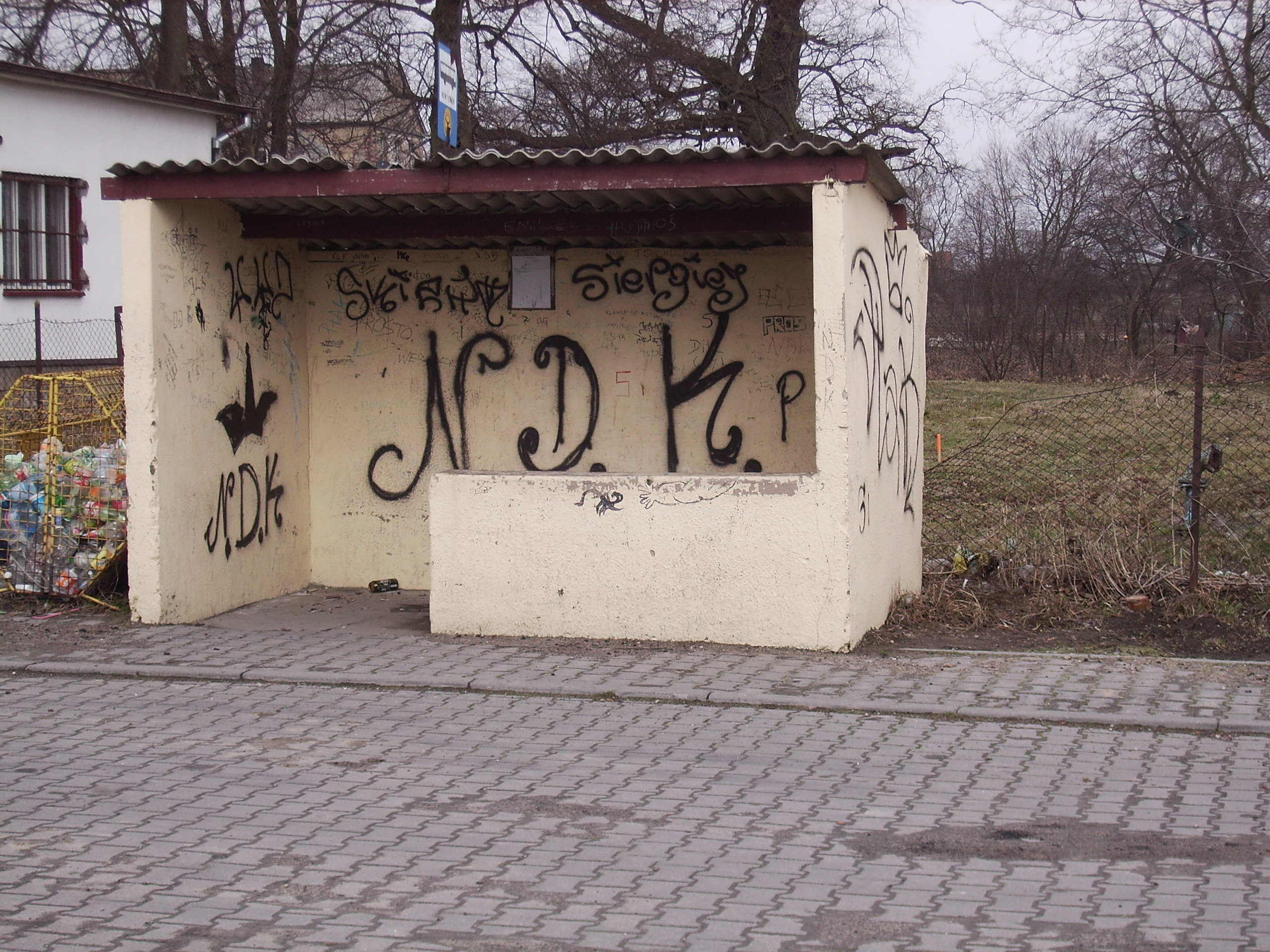
Przystanek autobusowy położony przy sklepie

Nowy Dwór Królewski (wymowa: IPA: ˈnɔvɨ ˈdvur kruˈlɛfsʲci, AS3 novy dvur krulefsʹḱi) – wieś w północnej Polsce, położona w województwie kujawsko-pomorskim, w powiecie chełmińskim (na obrzeżu), w gminie Papowo Biskupie. Po raz pierwszy wzmiankowana została w XIV w. Nowy Dwór Królewski wchodzi w skład sołectwa Niemczyk. Wieś należy do Parafii św. Mikołaja w Papowie Biskupim. Miejscowość nie dzieli się na części. W miejscowości znajduje się zabytkowy pałac.
Miejscowość należy do tzw. wsi zwartych.

## Położenie
Nowy Dwór Królewski leży na ziemi chełmińskiej. Powierzchnia zabudowy wsi obejmuje 3,37 km². Sąsiednie wsie to Niemczyk, Folgowo, Papowo Biskupie, Wrocławki (na obszarze gminy Papowo Biskupie) i Bartlewo.

## Historia

### Średniowiecze
Zanim pojawili się Krzyżacy Nowy Dwór Królewski najprawdopodobniej został nawrócony na chrześcijaństwo. Po raz pierwszy miejscowość wzmiankowana została w 1398. W dokumentach i kronikach występowała pod niemieckimi nazwami: Nuwenhof (1398), Nuwenhuf, Nuwemhoff, Koenigliche Neuhof. W średniowieczu wieś należała do komturstwa, a później prokuratorstwa papowskiego, tworzyła z pobliskimi miejscowościami tzw. klucz papowski. W latach 1398–1421 mieścił się tu folwark Zakonu Krzyżackiego. Od 1505 wieś stała się własnością biskupów chełmińskich.

### Czasy zaborów i okres międzywojenny
Od 1772 wieś przeszła pod własność Prus Zachodnich, w departamencie kwidzyńskim. Pierwszy dokładny opis wraz z imiennym spisem mieszkańców został sporządzony w 1773:

Folwark, w którym mieszka Walenty Kubasiński potrzebuje reparacji. Stodoła średnia o 3 klepiskach i o 3 sąsiekach postanowiona sede vaxcante i już przed JMX ekonoma przyjęta: ta jest należycie dobra. Pobok owczarnia dobra, śpichlerz reparacji potrzebuje, także i piwnica pod tymże śpichlerzem. Chlewy niedobre.
Inwentarz folwarku nowodworskiego.
A naprzód oborą była: wołów robotnych 17, klacz ze źrebnięciem 1, koń dobry. Obora świni, świni starych 4, 4 wieprzów trzyletnich 4, świni rocznych 3, wieprzków rocznych 4, wieprzków adwentowych 8, świnek takich 2, wieprzków latosich 7, świnek takichże 5. Obora ptastwa: gęsi starych z gąsiorem 22, kaczek z kaczorek 8, kokoszy kogutami 22. Owczarnia: spółkowych jagniąt latosich owieczek 37, kopów 3.

{{Cytat}} Nieznane pola: 3.
W 1773 roku odbył się spis ludności. Wieś liczyła wtedy 44 osoby. Wśród nich byli: Andrzej Kamiński, chłopi folwarczni Andrzej Klucznierski i Car Bogulski. Około 1868 roku Nowy Dwór Królewski liczył 166 hektarów powierzchni, 13 budynków (5 mieszkalnych). Wieś zamieszkiwało wtedy 82 mieszkańców.
W czasie rozbiorów Polski Nowy Dwór Królewski znajdował się w powiecie chełmińskim. W XIX wieku nastąpiło wybrukowanie i utwardzenie dróg. Od 1900 roku cała miejscowość należała do Zuzanny Witte. W latach 1910–1945 miejscowość należała do Gerharda Witte. Z 1922 roku sędziowym rozjemcą był Bronisław Wojnowski, a jego zastępcą Jan Drews. Nie wiadomo jakie imię nosił posterunkowy w miejscowość. Wiadomo, że miał na nazwisko Budzikowski. Położną w tym czasie została Stanisława Popławska.

### II wojna światowa
Kilka dni przed wybuchem II wojny światowej większość mieszkańców wyjechało w obawie przed atakiem niemieckich wojsk. Po wybuchu wojny w miejscowości rozpoczęto germanizację. W latach 1939 - 1942 dotychczasową nazwą wsi było Könglisch Neuhof, lecz po przeprowadzonej zamianie nazw miejscowości w Okręgu Rzeszy Gdańsk-Prusy Zachodnie, w latach 1942 - 1945 nazywała się Könglischneuhof. Wolność przyniosły wojska 70 Armii 2 Frontu Białoruskiego pod dowódcę generała Pawłowa. Po II wojnie światowej folwark należący wcześniej do Gerharda Witte znacjonalizowano i przedzielono do Państwowego Funduszu Ziemi.

### Okres komunistyczny
W okresie lat 1954-1956 prowadzono dokument o nazwie RSW „Zwycięstwo”. Była to dokumentacja osobowa i płacowa księga rozliczeń. Obecnie dokument jest przechowywany w Archiwum Państwowym w Toruniu. W latach 1975–1998 miejscowość administracyjnie należała do województwa toruńskiego. W 1982 roku wystawiono figurkę Maryjną.

### Czasy współczesne
W 1993 roku Nowy Dwór Królewski podłączono do wodociągów. W 2005 roku w miejscowości wybudowano chodniki i zatokę postojową przy przystanku autobusowym. W 2006 roku wyremontowano świetlicę. W 2008 roku wyremontowano drogę gminną. W latach 2009–2010 budowano sieć kanalizacyjną w Nowym Dworze Królewskim. W 2010 roku wyremontowano i wyposażono świetlicę szkolną oraz wybudowano przy świetlicy plac zabaw. W 2012 roku wyremontowano drogę gminną
Udział Nowego Dworu Królewskiego w rozwój gminy jest znikomy. W latach 1990–1994 jednym z członków Rady Gminy został Jan Brążkowski. W 2013 roku w Nowym Dworze Królewskim działały dwa podmioty gospodarcze.

## Warunki naturalne
Nowy Dwór Królewski leży na nizinnym terenie na obszarach ziemi chełmińskiej. W miejscowości przeważają gleby bielicowe. Średnia temperatura w poszczególnych miesiącach wynosi:
| miesiąc     | temperatura |
| ----------- | ----------- |
| styczeń     | –1 °C       |
| kwiecień    | +8 °C       |
| lipiec      | +17 °C      |
| październik | +9 °C       |

Suma opadów w półroczu chłodnym wynosi 200 mm, w ciepłym – 350 mm. Średnia liczba dni z pokrywą śnieżną wynosi 60 dni, z silnymi wiatrami – 20 dni.

## Demografia
| Rok                  | Liczba ludności |
| -------------------- | --------------- |
| 1773 (pierwszy spis) | 44              |
| 1864                 | 97              |
| 1885                 | 72              |
| 1910                 | 135             |
| 1921                 | 169             |
| 1993                 | 175             |
| 1995                 | 137             |

W 1921 w miejscowości zamieszkiwało 85 mężczyzn i 84 kobiet. Większość z nich była wyznania katolickiego (165 osób), zaś pozostała część populacji było ewangelikami. 161 mieszkańców było Polakami, zaś pozostała część stanowili Niemcy.

## Ochrona środowiska
Powietrze w miejscowości jest zanieczyszczone głównie od palenia odpadów w domach mieszkańców. Prawnie chronione są dwa dęby i jeden klon na obszarze parku.

## Gospodarka
Miejscowość ma charakter rolniczy. Nowy Dwór Królewski należy do strefy osadniczo – rolniczej A na obszarze Gminy Papowo Biskupie. Oprócz tego we wsi prowadzi się firmę z branży transportu publicznego. Przedsiębiorstwo założył Krzysztof Zieliński. Jego zakład działa na obszarze całej Polski. Ze względu na uprawę pszenicy i buraków miejscowość (jak i inne wsie w gminie) potocznie nazywa się wsiami pszenno-buraczamymi.
Dostęp do Internetu umożliwiają tacy dostawcy jak: NovaNet, iPlus, StarDSL, Astra2Connect, Kempa, Dialog, Era, Luvonet.pl, Cyfrowy Polsat, Netia, Netk@, Nordisk Polska, Pagi, Polnetkom, Siemens, SQS Polska, Telekom, Telekomunikacja Polska, TS2, Ttcoom, Wachowiak & Syn, Computex Telecommunication, Easyspot, GTS Energis, IT Partners Telco Sp. z o.o.

## Atrakcje turystyczne
- Pałac o cechach neoklasycystycznych z około 1875 roku[6].
- Park położony wzdłuż drogi z Papowa Biskupiego[23].

Na obszarze Nowego Dworu Królewskiego nie istnieje żadem bankomat. Mieszkańcy z miejscowości podczas choroby są wysyłani do szpitala w Chełmży.

## Organizacja i instytucje
W centrum wsi położona jest świetlica. W czasie wakacji to tutaj dzieci ze wsi i także z sąsiedniego Niemczyku spędzają wolny czas. W czasie wyborów w Polsce to tutaj odbywa się głosowanie. Poza tą świetlicą nie działa żadna inna organizacja czy instytucja. Obecnie obiekt jest remontowany ze względu na projekt Odnowa i rozwój wsi.

## Edukacja
Wieś nie posiada placówek edukacyjnych. Uczniowie szkół podstawowych dojeżdżają autobusem szkolnym do Dubielna, a gimnazjaliści do Papowa Biskupiego. W przeszłości dzieci i młodzież Nowego Dworu Królewskiego kształciła się w Niemczyku. Od roku 1980 dzieci i młodzież mogą uczestniczyć w Dziecięcym Zespole Pieśni i Tańca Kundzia.